# 1995 (album)
1995 är funk-bandet Screaming Headless Torsos debutalbum, utgivet 1995.

## Låtlista
1. "Vinnie" (David Fiuczynski) - 4.24
2. "Free Man" (Fima Ephron) - 4.27
3. "Cult Of The Internal Sun" (David Fiuczynski) - 4.07
4. "Little Wing" (Jimi Hendrix) - 4.42
5. "Word To Herb" (Text: Dean Bowman – musik: Jojo Mayer) - 4.23
6. "Blue In Green" (Musik: Bill Evans – text, arr. David Fiuczynski) - 5.15
7. "Chernobyl Firebirds" (David Fiuczynski) - 0.30
8. "Graffiti Cemetery" (David Fiuczynski) - 7.13
9. "Smile In A Wave (Theme From Jack Johnson)" (Musik: Miles Davis – text, arr. David Fiuczynski) - 3.51
10. "Wedding In Sarajevo" (Text: Dean Bowman – musik: Jojo Mayer) - 6.23
11. "Hope" (David Fiuczynski) - 4.21
12. "Kermes Macabre" (David Fiuczynski) - 8.02
13. "Another Sucka" (Fima Ephron) - 4.31
14. "Something" (George Harrison) - 5.06

## Medverkande
- Dean Bowman - sång
- David Fiuczynski - gitarr
- Fima Ephron - bas
- Daniel Sadownick - slagverk
- Jojo Mayer - trummor